# Natália Arinbasarova
Natália Utevlevna Arinbasarova (em russo:  Наталья Утевлевна Аринбасарова, transl. Natal'ya Utevlevna Arinbasarova, em cazaque:  Наталья Өтеуліқызы Орынбасарова) nasceu em 24 de setembro de 1946 em Moscou, na então União Soviética, é uma atriz russa que apareceu em mais de trinta filmes desde 1965. Em 1979, Arinbasarova foi nomeada Artista de Mérito da Federação Russa e no mesmo ano recebeu o Prêmio Estadual da URSS por seu papel em O Sabor do Pão (1978).

## Vida e carreira
Natalya Utevlevna Arinbasarova nasceu em 24 de setembro de 1946. Seu pai era Utevle Turemuratovich, militar, de nacionalidade cazaque. Na época do nascimento de sua filha, ele estudou em Moscou na Academia Militar Frunze. Sua mãe era Maria Konstantinovna, née Zhukovskaya, de uma família de refugiados poloneses durante a Primeira Guerra Mundial. Os irmãos de Natalya eram os irmãos mais velhos Yuri e Arsen, irmão mais novo Mikhail e irmã mais nova Tatyana.
Depois que o pai se formou na Academia Militar, a família mudou várias vezes de um lugar para outro, até que finalmente, em 1956, ele se estabeleceu em Alma-Ata.
Natalia Arinbasarova estava inicialmente interessada em dança. Depois de assistir a um filme em que foi exibido um trecho do balé "O Lago dos Cisnes" em sua infância, Natalia desejou ser bailarina profissional. Ela estudou na Academia de Balé Bolshoi até 1964 e se juntou à trupe de dança do Teatro de Ópera de Alma-Ata após a formatura. Em 1965, o diretor Andrei Konchalovsky a escalou para seu longa-metragem de estreia, O Primeiro Professor (Pervyy uchitel). Por sua atuação como Altynai, uma camponesa que apóia o professor comunista em sua aldeia, Arinbasarova ganhou o prêmio de Melhor Atriz Feminina no Festival de Cinema de Veneza em 1966.
Arinbasarova, também matriculada no VGIK, onde estudou na oficina de Sergei Gerasimov e Tamara Makarova, graduando-se em 1971. Gerasimov deu a ela o papel de uma jovem bailarina quirguiz em seu épico contemporâneo Perto de um lago (U ozera, 1970). Seus outros papéis principais importantes incluem o papel-título na adaptação de Chingiz Aitmatov, Djamilia (Dzhamilya, 1969) e a Heroína da União Soviética da Segunda Guerra Mundial, Manshuk Mametova, em A canção de Manshuk (Pesn o Manshuk, 1970), do diretor cazaque Magit Begalin. Arinbasarova foi escalada por Tolomush Okeev no drama social Ulano (Ulan, 1977), pelo cineasta polonês Jerzy Hoffman em Bela estranha (Piekna nieznajoma, 1992) e por Ermek Shinarbaev na coprodução cazaque-francesa Um coração terno (1994). Ela também teve um papel coadjuvante no filme cazaque A oração de Leila (2002), sobre uma jovem que vive perto do local de testes nucleares de Semipalatinsk.

## Vida pessoal
Em 1965, Natalya Arinbasarova casou-se com Konchalovsky, com quem permaneceu casada até 1969. Eles tiveram um filho, Egor, que mais tarde também se tornou um proeminente diretor de cinema.
Mais tarde, ela se casou novamente com o diretor de fotografia Nikolai Dvigubskiy. Eles tiveram uma filha, Katya Dvigubskaya, que mais tarde se tornou atriz e diretora de cinema. Arinbasarova casou-se pela terceira vez com o diretor Eldor Urazbayev, com quem trabalhou em vários filmes. Arinbasarova manteve um bom relacionamento com todos os seus maridos, que apoiaram seus dois filhos durante seus estudos e carreiras no cinema.

## Filmografia selecionada
| Ano  | Título                                         | Papel                    | Notas |
| ---- | ---------------------------------------------- | ------------------------ | ----- |
| 2011 | Voltando ao 'A' (Возвращение в "А")            | Avó                      |       |
| 2005 | Escapar (Спасение)                             | Diretora de lar infantil |       |
| 1989 | Entrada do Labirinto (Вход в лабиринт)         | Rashida Ramazanova       |       |
| 1987 | Visita ao Minotauro (Визит к Минотавру)        | Marina Kolesnikova       |       |
| 1985 | Um segundo para uma façanha(Секунда на подвиг) | Enfermeira               |       |
| 1970 | A canção de Manshuk (Песн о Маншук)            | Manshuk Mametova         |       |
| 1969 | Djamilia (Джамиля)                             | Djamilia                 |       |
| 1967 | Perto do lago (У озера)                        | Bailarina Kátia Olzoeva  |       |
| 1965 | O Primeiro Professor (Первый учитель)          | Altynay                  |       |

## Prêmios
- Copa Volpi (Melhor atriz) no Festival de Cinema de Veneza de 1966 por O Primeiro Professor.[1]